# Aridelus ziyangensis
Aridelus ziyangensis är en stekelart som beskrevs av Wang 1983. Aridelus ziyangensis ingår i släktet Aridelus och familjen bracksteklar. Inga underarter finns listade.